# Коврига Віра Наумівна
Ві́ра Нау́мівна Коври́га (жовтень 1914 , Великі Крушлинці, Вінницький повіт, Подільська губернія, Російська імперія  — невідомо ) — український державний діяч. Депутат Верховної Ради УРСР першого скликання (1938–1947).

## Біографія
Народилася в жовтні 1914 року в бідній селянській родині в селі Великі Крушлинці, тепер Вінницький район Вінницька область, Україна. З одинадцятирічного віку працювала в сільському господарстві.
Зі створенням 1930 року в селі Великі Крушлинці колгоспу «Нове життя» працювала в ньому рядовою колгоспницею, а з 1934 року — ланковою. Збирала високі врожаї цукрових буряків.
До 1930-х років була неписьменною, пізніше закінчила чотири класи сільської школи та трьохмісячні агрономічні курси. У 1934 році вступила до комсомолу.
26 червня 1938 року обрана депутатом Верховної Ради УРСР першого скликання по Немирівській виборчій окрузі № 50 Вінницької області.
У 1938–1939 роках — голова Велико-Крушлинецької сільської ради Вороновицького району Вінницької області.
Кандидат у члени ВКП(б) з 1938 року.
У 1940 році навчалася на 1-му курсі Вінницького сільськогосподарського технікуму. У 1940 — червні 1941 року — на Західній Україні, за завданням райкому партії була відряджена для організації колгоспів та радгоспів.
Під час Другої світової війни — в евакуації. 
Станом на квітень 1945 року — голова Велико-Крушлинецької сільської ради Вороновицького району Вінницької області.